# Muziic
Muziic Player é um player multimídia, que encontrará os arquivos de sua escolha no Youtube e os exibirá via streaming. O Muziic permite criar várias playlists, canais e ainda é possível escolher entre várias skins, como opção à skin escura que vem com o player.